# Лившиц, Анатолий Леонидович
Анатолий Леонидович Ли́вшиц (1914—1973) — советский конструктор вооружения. Лауреат Сталинской премии.

## Биография
Родился 25 августа (6 сентября) 1914 года в Юрьеве (ныне Тарту, Эстония). В 1916—1920 годах жил в Херсоне, с 1920 года — в Москве.
В 1929 году окончил 7 классов школы. В 1931—1933 годах обучался в Московском электромеханическом техникуме имени Л. Б. Красина, в 1936 году окончил МЭИ имени В. М. Молотова. Одновременно с обучением в 1933—1936 годах работал в МЭИ инженером лаборатории. После окончания института в 1936—1940 годах продолжал работать в нём: старшим инженером, научным сотрудником, преподавателем и начальником лаборатории. В 1939 году окончил аспирантуру при МЭИ.
С 1940 года работал старшим инженером и старшим научным сотрудником в Научно-исследовательской лаборатории артиллерийского приборостроения (с 1945 года — НИИ-5 Главного артиллерийского управления Наркомата обороны СССР). Был одним из основных разработчиков войсковых приборов управления зенитным огнём — ПУАЗО-5 и ПУАЗО-6. Совместно с Н. И. Пчельниковым, З. М. Бененсоном и М. Г. Гаазе-Рапопортом разработал теоретические основы создания приборов управления зенитным артиллерийским огнём.
В 1946—1948 годах одновременно с конструкторской работой — старший преподаватель и научный сотрудник МВТУ имени Н. Э. Баумана.
В 1948—1953 годах — начальник лаборатории НИИ-5. В 1949—1950 годах был заместителем главного конструктора аппаратуры «Ясень-1» по управлению и наведению истребителей с командных пунктов авиационных частей. В 1953—1958 — начальник отдела НИИ-5. Являлся главным конструктором аппаратуры «Каскад» для решения задачи наведения истребителей в составе автоматизированной системы управления «Воздух-1».
В августе 1958 года — заместитель начальника Московского НИИ приборной автоматики (МНИИПА), а в 1958—1961 годах — заместитель директора МНИИПА по научной работе. Являлся научным руководителем научно-исследовательской работы «Луч», в которой были определены возможности и основные принципы создания автоматизированной системы управления ПВО с использованием электронных вычислительных машин.
С января 1961 — генеральный конструктор — 1-й заместитель директора МНИИПА, а в апреле 1962 — апреле 1970 — генеральный конструктор — директор МНИИПА. Под его руководством были разработаны и приняты на вооружение: единый комплекс средств автоматизации системы управления войсками ПВО «Электрон», системы «Низина», «Межа» и «Каштан». Первым в мире разработал и внедрил в ПВО комплексы средств автоматизации, обеспечивавшие функционирование в режиме реального масштаба времени с жёстко регламентированным циклом обработки информации и управления.
В апреле — августе 1970 — научный консультант — начальник лаборатории МНИИПА.
Одновременно с конструкторской работой в октябре 1966 — августе 1970 — профессор кафедры математических и счётно-решающих приборов и устройств Московского института радиотехники, электроники и автоматики (МИРЭА). С августа 1970 — заведующий кафедрой математических и счётно-решающих приборов и устройств МИРЭА. Доктор технических наук (1965), профессор (1966).
Жил в Москве. Умер 21 сентября 1973 года. Похоронен на Востряковском кладбище.

### Личная жизнь
Сын: Лившиц Валентин Анатольевич (бард, псевдоним — Лидин).

## Звания и награды
- заслуженный деятель науки и техники РСФСР (1969)
- два ордена Трудового Красного Знамени
- орден «Знак Почёта»
- Сталинская премия второй степени (1951) — за работу в области приборостроения
- медали[какие?]